# Annual Review of Economics
Annual Review of Economics è una rivista accademica sottoposta a revisione paritaria che pubblica un volume annuale di articoli di revisione relativi all'economia. È stata fondata nel 2009 ed è pubblicata da Annual Reviews. I co-redattori sono Philippe Aghion e Hélène Rey. A partire dal 2023, è pubblicata in modalità 
di open access, secondo il modello editoriale del Subscribe to Open.

## Storia
Il primo volume dell'Annual Review of Economics è stato pubblicato per la prima volta nel 2009 dall'editore no profit Annual Reviews. I suoi redattori fondatori sono stati Timothy Bresnahan e il premio Nobel Kenneth J. Arrow. A partire dal 2021, è pubblicata sia in versione cartacea che online.

## Perimetro editoriale
L'Annual Review of Economics identifica il suo perimetro editoriale con la copertura degli sviluppi significativi nel campo dell'economia. Ciò comprende le seguenti sotto-discipline: macroeconomia; microeconomia; economia internazionale, sociale, comportamentale, culturale, istituzionale, dell'istruzione e delle reti; finanza pubblica; crescita economica, sviluppo economico; economia politica; teoria dei giochi; teoria della scelta sociale.

## Indicizzazione
Gli abstract e gli articoli sono indicizzati da: Scopus, Social Sciences Citation Index, ABI/INFORM e EconLit, tra gli altri.
Secondo il Journal Citation Reports, la rivista ha ricevuto un fattore di impatto per il 2024 pari a 6.8, collocandosi al ventiduesimo posto fra 597 riviste censite nella categoria "Economia".

## Processo editoriale
L'Annual Review of Biochemistry ha un caporedattore, che è assistito dal comitato editoriale, che comprende i suoi sostituti, i membri regolari e, occasionalmente, i redattori ospiti. I membri ospiti partecipano su invito del caporedattore e hanno un mandato di un anno.
Tutti gli altri membri del comitato editoriale sono nominati dal consiglio di amministrazione di Annual Reviews e hanno un mandato di cinque anni. Il comitato editoriale determina quali argomenti devono essere inclusi in ogni volume e sollecita revisioni da parte di autori qualificati. Non sono accettati manoscritti non richiesti. La revisione paritaria dei manoscritti accettati è effettuata dal comitato editoriale.

### Redattori dei volumi
Le date riportate di seguito indicano gli anni di pubblicazione in cui qualcuno è stato accreditato come caporedattore o co-redattore di un volume della rivista.
Poiché i volumi sono pianificati molto prima della loro pubblicazione, la nomina di un caporedattore capo generalmente avveniva prima del primo anno qui indicato. Sono riportati anche quei capiredattori andati in pensione o deceduti prima della pubblicazione, purché abbiano contribuito a pianificare il volume.
- Kenneth J. Arrow and Timothy Bresnahan (2009–2017)[9][10]
- Philippe Aghion (2018)[11]
- Aghion and Hélène Rey (2019–present)[12]

### Comitato editoriale
Al 2025, il comitato editoriale è composto da:
- Timothy Besley
- Hanming Fang
- Alexandre Mas
- Serena Ng
- Muriel Niederle
- Nathan Nunn
- Larry Samuelson

## Articoli notevoli
Esempi
- (EN) Nancy Qian, Making Progress on Foreign Aid, in Annual Review of Economics, vol. 3, 18 agosto 2014.
«[progetti] su piccola scala, la spesa per gli aiuti locali... riduce i conflitti creando incentivi per i cittadini medi a sostenere il governo in modi sottili [...]", può "ridurre i conflitti perché l'aumento delle entrate degli aiuti può allentare i vincoli di bilancio del governo, il che può [in cambio] aumentare la spesa militare e dissuadere i gruppi avversari dall'intraprendere un conflitto» (aiuti umanitari)
- (EN) Seema Jayachandran, 1, in The Roots of Gender Inequality in Developing Countries, Annual Review of Economics, vol. 7, 1º agosto 2015,  pp. 63–88, ISSN 1941-1383 (WC · ACNP). (Esther Duflo)